# Wardius zibethicus
Wardius zibethicus är en plattmaskart. Wardius zibethicus ingår i släktet Wardius och familjen Paramphistomatidae. Inga underarter finns listade i Catalogue of Life.